# Stade Auguste Bonal
Stade Auguste Bonal is een stadion in de Franse stad Montbéliard.
Het stadion wordt veelal gebruikt voor voetbalwedstrijden en is het thuisstadion van FC Sochaux-Montbéliard. Het stadion heeft een bezoekerscapaciteit van 20.025 toeschouwers en werd in 1931 geopend. Hierna heeft het verschillende renovaties ondergaan, waarbij de meest recente in 2000 werd afgerond.
Het stadion heette aanvankelijk Stade de la Forge en werd gebouwd met de financiële steun van autobouwer Peugeot, gevestigd in Sochaux. Na de Tweede Wereldoorlog werd het stadion genoemd naar Auguste Bonal (1898-1945), verzetsman en oud-voorzitter van de voetbalclub.
Stade Raymond-Kopa (Angers) ·
Matmut Atlantique (Bordeaux) ·
Stade Francis-Le Blé (Brest) ·
Stade Gabriel Montpied (Clermont) ·
Stade Bollaert-Delelis (Lens) ·
Stade Pierre-Mauroy (Lille) ·
Stade du Moustoir (Lorient) ·
Parc Olympique Lyonnais (Lyon) ·
Stade Vélodrome (Marseille) ·
Stade Saint-Symphorien (Metz) ·
Stade Louis II (Monaco) ·
Stade de la Mosson (Montpellier) ·
Stade de la Beaujoire (Nantes) ·
Allianz Riviera (Nice) ·
Parc des Princes (PSG) ·
Stade Auguste-Delaune (Reims) · 
Roazhon Park (Rennes) ·
Stade Geoffroy-Guichard (Saint-Étienne) ·
Stade de la Meinau (Strasbourg) ·
Stade de l'Aube (Troyes)
Stade François Coty (Ajaccio) ·
Stade de la Licorne (Amiens) ·
Stade de l'Abbé-Deschamps (Auxerre) ·
Stade Armand Cesari (Bastia) ·
Stade Michel d'Ornano (Caen) ·
Stade Gaston Gérard (Dijon) ·
Stade Marcel-Tribut (Dunkerque) ·
Stade des Alpes (Grenoble) ·
Stade du Roudourou (Guingamp) ·
Stade Océane (Le Havre) ·
Stade Marcel Picot (Nancy) ·
Stade des Costières (Nîmes) ·
Stade René Gaillard (Niort) ·
Stade Charléty (Paris) · 
Nouste Camp (Pau) ·
Stade Paul-Lignon (Rodez) ·
Stade Robert-Diochon (Quevilly-Rouen) ·
Stade Auguste Bonal (Sochaux) ·
Stadium Municipal (Toulouse) · 
Stade du Hainaut (Valenciennes)
Stade de France (Frans nationaal stadion) ·
Parc des Sports d'Avignon (Avignon) ·
Stade Gaston Petit (Châteauroux) ·
Stade Dominique Duvauchelle (Créteil) ·
Parc des Sports d'Annecy (Annecy) ·
Stade Ange Casanova (Gazélec Ajaccio) ·
Stade Francis-Le Basser (Laval) ·
Stade de la Source (Orléans) ·
Stade Bauer (Red Star) ·
Stade Jean-Bouin (Stade français) ·
Stade de la Vallée du Cher (Tours)